# Porträtobjektiv

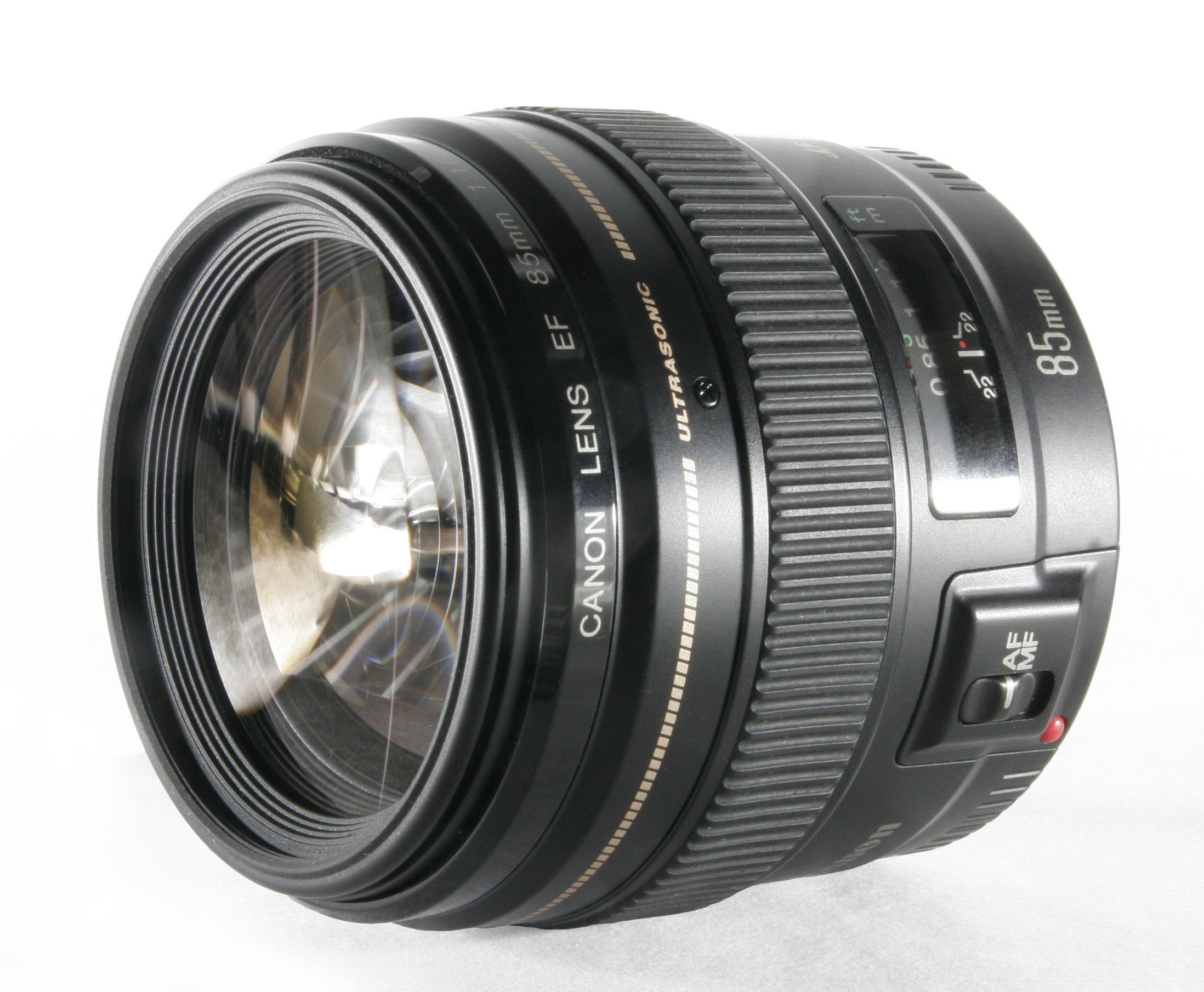
Porträtobjektiv mit der für Kleinbildkameras typischen Brennweite von 85 mm an Vollformat (Canon 85mm F:1:1,8)

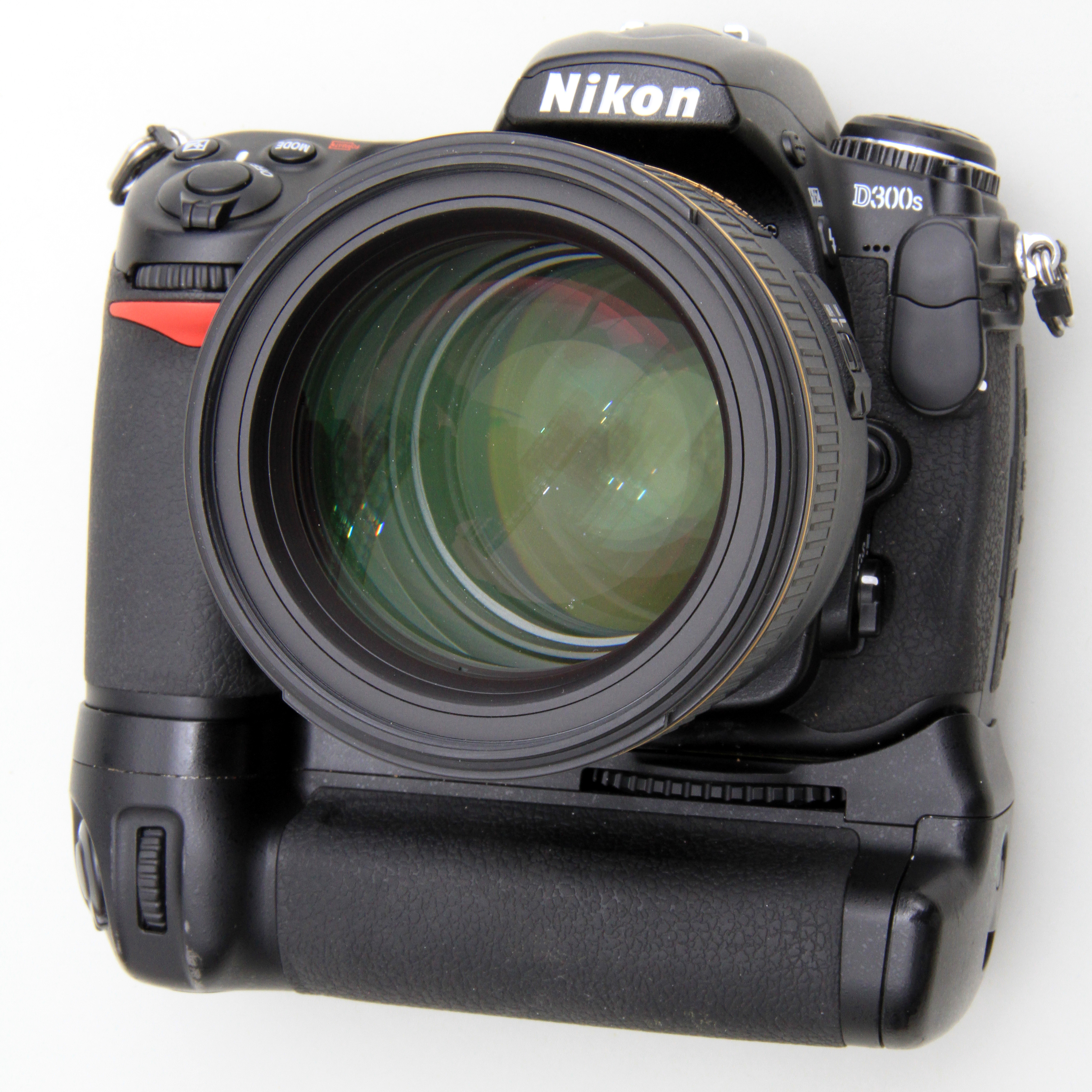
Lichtstarke Porträtobjektive sind meist verhältnismäßig groß und schwer. (Nikon D300 mit Portraitobjektiv)

Ein Porträtobjektiv ist ein fotografisches Objektiv, das durch seine Brennweite, Lichtstärke  und optische Auslegung (Korrektur) für Porträts besonders geeignet ist.

## Brennweite und Bildwinkel
Porträts oder Brustbilder von Menschen wirken besonders natürlich, wenn sie mit einem Arbeitsabstand etwa im Bereich zwischen deutlich über einem und etwa drei Metern erstellt werden, also in einem Abstand, in dem auch die normale, alltägliche Interaktion mit anderen Menschen stattfindet. Für ein formatfüllendes Porträtfoto ergibt sich hieraus ein Bildwinkel zwischen etwa 15 und 30°, deutlich kleiner als der von typischen Normalobjektiven mit etwa 45 bis 55°.
Während mit Normalobjektiven durchaus gute Porträtfotos gelingen können, sind Weitwinkelobjektive für klassische Porträtaufnahmen ungeeignet, da der Arbeitsabstand für ein formatfüllendes Porträt sehr klein wird und es dadurch zu einer starken Verzeichnung („Mondgesicht“ bzw. große Nase) kommt. Auch ein Freistellen durch Unschärfe vor unruhigem Hintergrund ist mit kurzen Brennweiten schwierig oder unmöglich.
Im Bereich der sogenannten Vollformatkameras (entsprechen in etwa den analogen Kleinbildkameras mit einem Kleinbildformat 36 mm × 24 mm) haben typische Porträtobjektive deshalb eine Brennweite zwischen etwa 80 und 135 mm. Es sind sogenannte „leichte“ oder „kleine“ Teleobjektive. Bei diesem Brennweitenbereich wird die Darstellung als angenehm verzerrungsfrei empfunden, aber noch nicht als „flach“, wie bei einem Teleobjektiv längerer Brennweite bzw. kleinerem Bildwinkel. Bei Mittelformatkameras verwendet man für Porträtaufnahmen in Abhängigkeit vom größeren Aufnahmeformat längere Brennweiten, während bei den kleineren Sensoren digitaler Spiegelreflexkameras entsprechend dem Formatfaktor kürzere Brennweiten eingesetzt werden.

## Lichtstärke

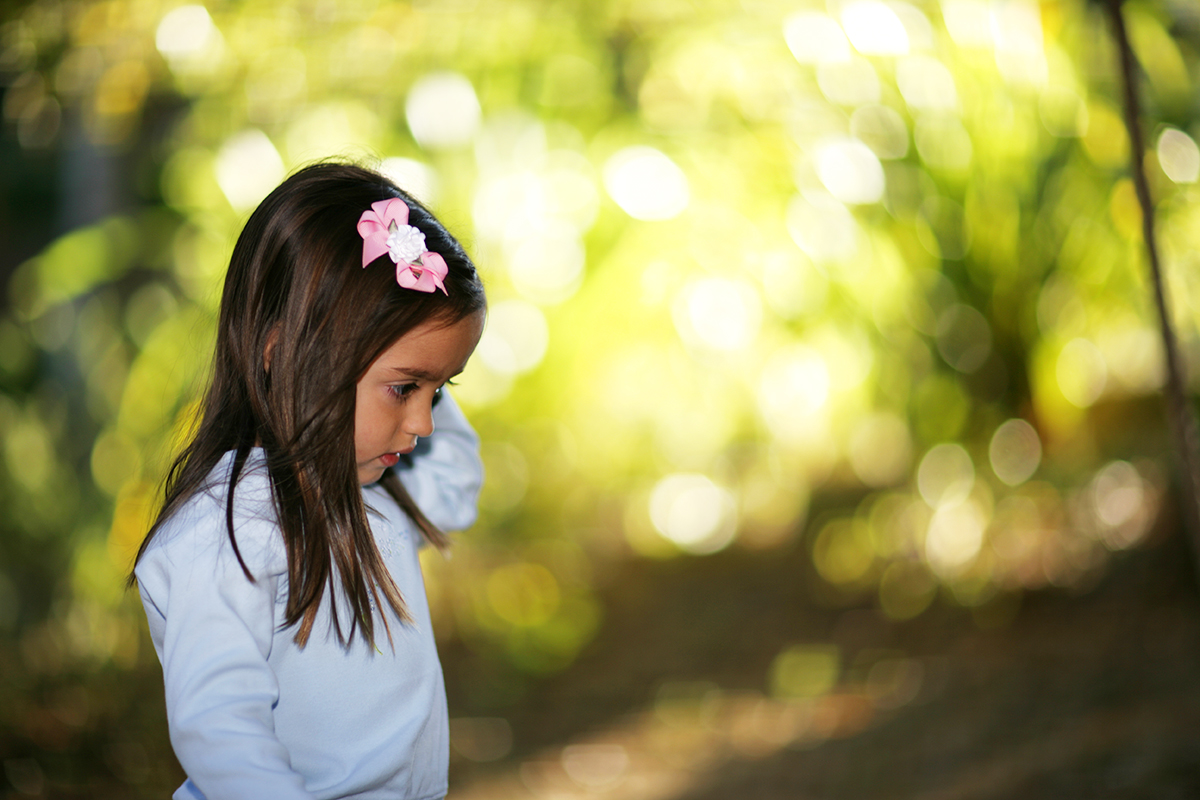
Freigestelltes Motiv in einem Foto mit Blende 1,2

Eine wichtige Gestaltungsmöglichkeit bei Porträtaufnahmen ist das sogenannte Freistellen mittels sehr geringer Schärfentiefe. Hierzu sind große Anfangsblenden erforderlich, weshalb Porträtobjektive im Kleinbildbereich in der Regel Anfangsöffnungen von 1:2,8 oder lichtstärker aufweisen, verfügbar sind hier Objektive bis zu einer Anfangslichtstärke von 1:1,2. Mit offener Blende kann das Gesicht oder die gesamte Person vom Hintergrund und gegebenenfalls dem Vordergrund optisch abgesetzt werden. Bei genauer Fokussierung auf die Pupille(n) kann dabei ein besonderer Akzent auf die Augenpartie gelegt werden. 

## Weitere Besonderheiten
Beim Entwurf von Porträtobjektiven legen die Hersteller häufig Wert auf ein angenehmes Bokeh und gehen dabei unter Umständen Kompromisse bei anderen Eigenschaften wie Bildfeldebnung oder Randschärfe ein. Gerade im Porträtbereich haben moderne Zoomobjektive, auch wenn sie ausreichende Lichtstärke haben, oft unzufriedenstellende Abbildungseigenschaften, weshalb spezielle Porträtobjektive immer noch ihre Berechtigung haben.
Einige Objektive für die Porträtfotografie wie beispielsweise das Rodenstock Imagon oder das Minolta Varisoft sind mit speziellen Funktionen für Weichzeichnereffekte ausgestattet. Andere Objektive greifen auf fest eingebaute Apodisationsfilter zurück, um ein sehr weiches Bokeh zu erzeugen. Besondere Effekte erlauben beispielsweise auch Lensbaby-Objektive.
Im Rahmen der digitalen Bildbearbeitung werden diverse Porträt-Effekte von Bildbearbeitungsprogrammen und Smartphone-Apps angeboten.

## Geschichte
Der erste spezielle Entwurf für ein Porträtobjektiv war das vergleichsweise lichtstarke sogenannte Petzvalobjektiv aus dem Jahr 1840.